# Mytilicola porrecta
Mytilicola porrecta är en kräftdjursart som beskrevs av Humes 1954. Mytilicola porrecta ingår i släktet Mytilicola och familjen Mytilicolidae. Inga underarter finns listade i Catalogue of Life.